# Hendra Setiawan
Hendra Setiawan (25 de agosto de 1984) es un deportista indonesio que compitió en bádminton, en la modalidad de dobles.
Participó en tres Juegos Olímpicos de Verano entre los años 2008 y 2020, obteniendo una medalla de oro en Pekín 2008 en la prueba de dobles. Ganó seis medallas en el Campeonato Mundial de Bádminton entre los años 2007 y 2022.

## Palmarés internacional
| Juegos Olímpicos   | Juegos Olímpicos       | Juegos Olímpicos  | Juegos Olímpicos |
| Año                | Lugar                  | Medalla           | Prueba           |
| ------------------ | ---------------------- | ----------------- | ---------------- |
| 2008               | Pekín (China)          | Medalla de oro    | Dobles           |
| Campeonato Mundial |                        |                   |                  |
| Año                | Lugar                  | Medalla           | Prueba           |
| 2007               | Kuala Lumpur (Malasia) | Medalla de oro    | Dobles           |
| 2010               | París (Francia)        | Medalla de bronce | Dobles           |
| 2013               | Cantón (China)         | Medalla de oro    | Dobles           |
| 2015               | Yakarta (Indonesia)    | Medalla de oro    | Dobles           |
| 2019               | Basilea (Suiza)        | Medalla de oro    | Dobles           |
| 2022               | Tokio (Japón)          | Medalla de plata  | Dobles           |